# Nomada saltillo
Nomada saltillo là một loài Hymenoptera trong họ Apidae. Loài này được Broemeling mô tả khoa học năm 1988.